# Punta Sierra
La punta Sierra o punta Dartmouth (según la toponimia británica) es una punta que marca el extremo norte de la Península Greene, un promontorio escarpado que separa el fiordo Moraine y la cabeza este de la bahía Guardia Nacional en la isla San Pedro. Además se encuentra al sudeste de la estación ballenera de Grytviken
Su nombre recuerda a Arturo Sierra del ARA Guardia Nacional, que levantó la carta náutica de la bahía Cumberland, mientras que el topónimo en inglés lo hace por el HMS Dartmouth, que inspeccionó el área en 1920.
Fue trazada por la Expedición Antártica Sueca, entre 1901 y 1904, 